# لو من کام

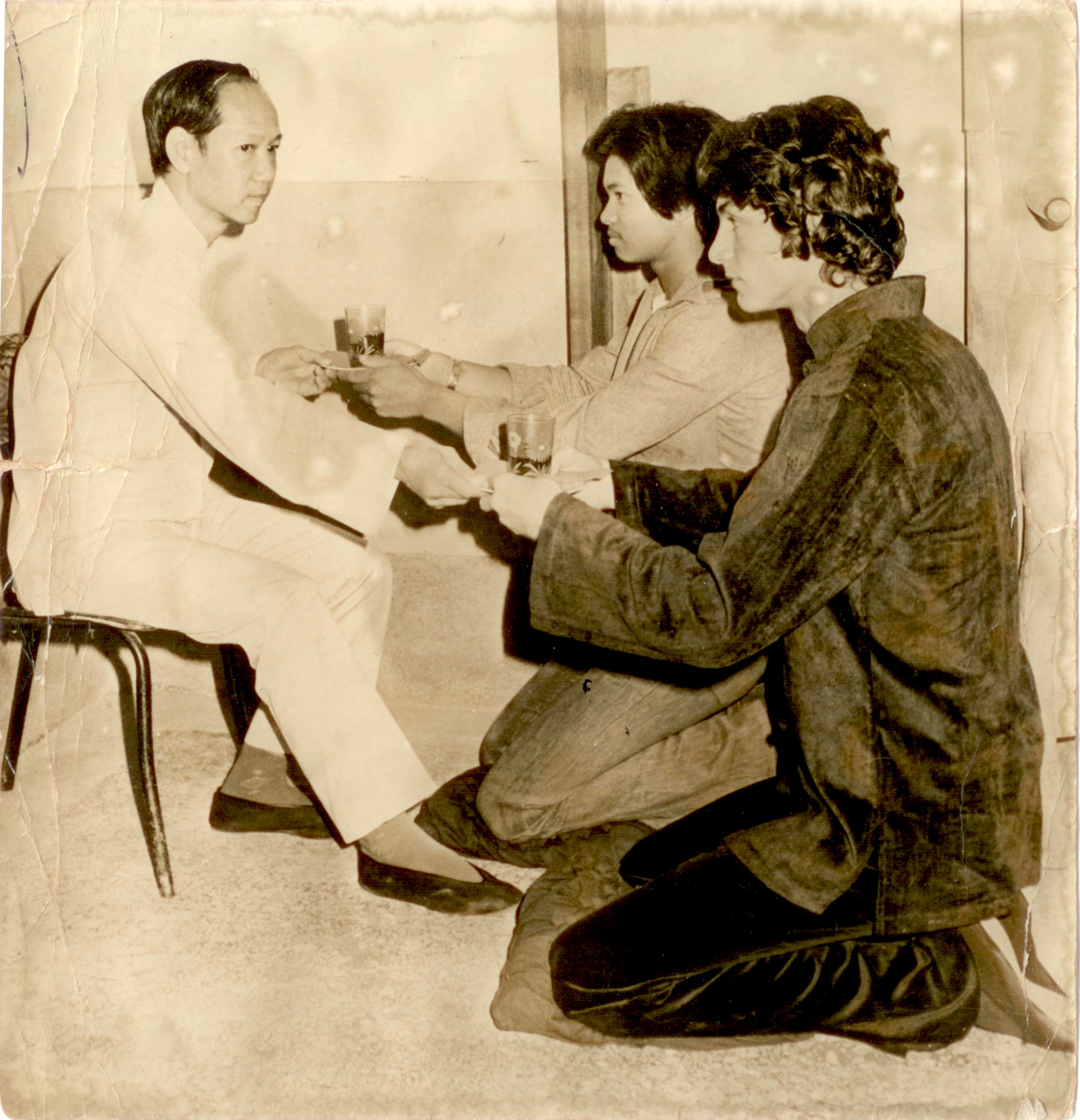
لو با نخستین شاگردان خارجی‌اش در سال ۱۹۷۵ میلادی

لو من کام (盧文錦؛ زادهٔ ۲۵ مهٔ ۱۹۳۳) رزمی‌کار سبک وینگ‌چون اهل هنگ کنگ است.
او از شاگردان ییپ من بود و وینگ‌چون را هنگامی که ییپ من در سال ۱۹۴۹ به هنگ کنگ بازگشت، از وی آموخت. در آن هنگام تعداد شاگردان ییپ من اندک بودند و شامل لیانگ شیانگ، لوک ییو و چو شانگ-تین هم می‌شد.
ییپ من، لو من کام را تشویق کرد که به تایوان برود و در آنجا به آموزش وینگ‌چون بپردازد و در آنجا مربی «نیروهای یگان ویژه پلیس تایوان» شد. وی همچنین نخستین مربی نیروهای «سُوات» چین و تایوان بود.